# Grendavė
Grendavė − wieś na Litwie, w okręgu wileńskim, w rejonie trockim, nad jeziorem Vilkokšnis, niedaleko Wysokodworskiego Parku Regionalnego, siedziba gminy. W 2011 roku liczyła 214 mieszkańców. W miejscowości znajdują się przychodnia lekarska, szkoła podstawowa i biblioteka.
W czasach radzieckich wieś ustanowiono siedzibą gminy i kołchozu. W 2012 roku nadano Grendavė herb.
Około 1905 roku miejscowość liczyła 234 mieszkańców, w 1923 roku – 235 mieszkańców, w 1959 roku – 184 mieszkańców, w 1970 roku – 159 mieszkańców, w 1979 roku – 167 mieszkańców, w 1989 roku – 242 mieszkańców, w 2001 roku – 227 mieszkańców.